# Avebury

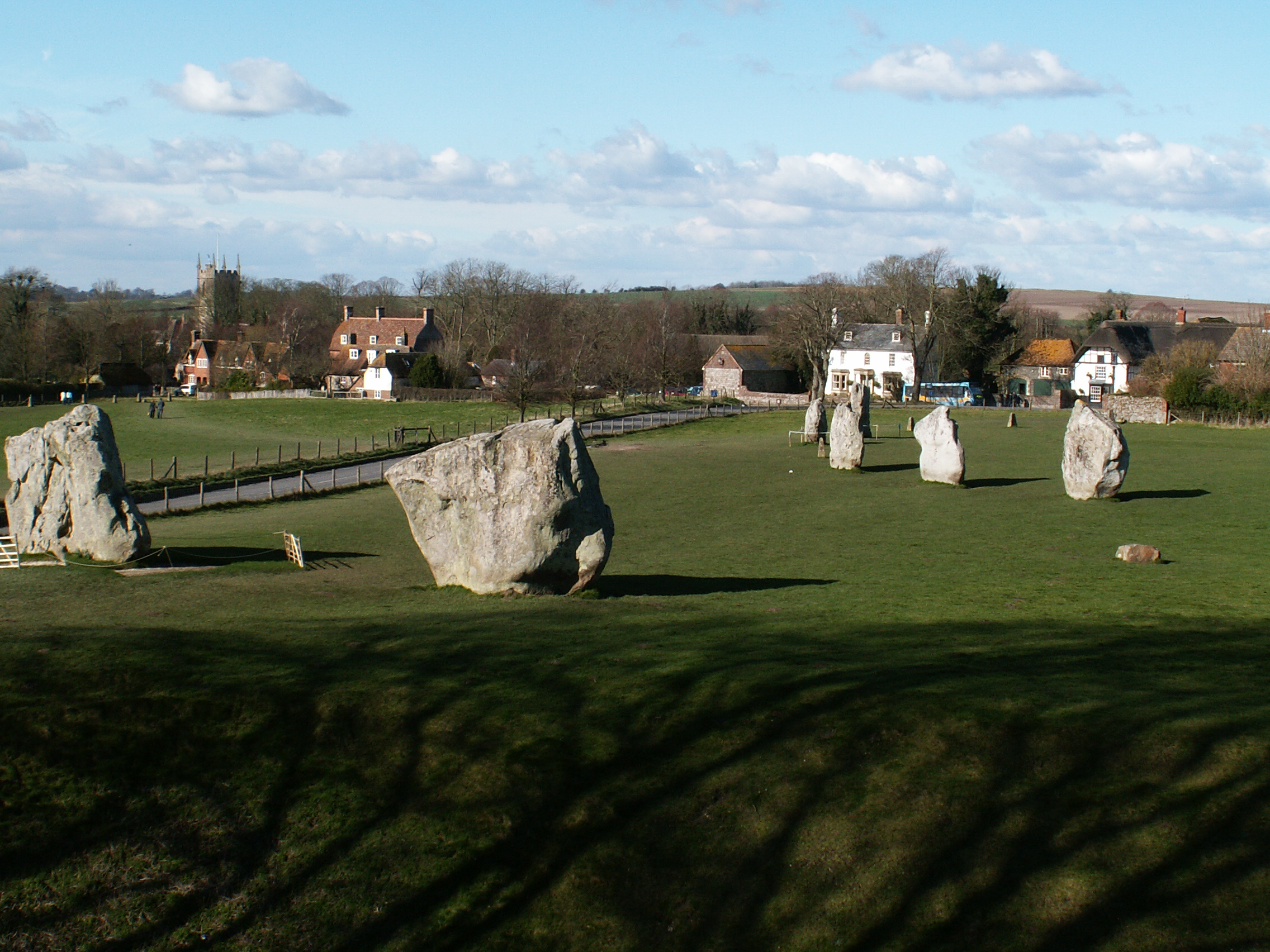
Círculo interior ao sul

Avebury é um local na Inglaterra, no condado de Wiltshire (perto da cidade de Avebury), onde estão vários círculos de pedra. É um dos melhores e maiores monumentos Neolíticos da Europa, datando de 5.000 anos atrás, sendo, assim, mais antigo que Stonehenge, que está localizado a cerca de 32 km (20 milhas) ao sul. 
Um grande parte da cidade de Avebury, até mesmo um pub, fica dentro do monumento. A estrada local faz uma intersecção com o monumento e os visitantes podem caminhar por entre as pedras. 
As duas avenidas de pedra, Kennet Avenue e Beckhampton Avenue, que se cruzam em Avebury, definem dois lados de um triângulo que é designado como um Património Mundial e que ainda inclui The Sanctuary, Windmill Hill, Silbury Hill e West Kennet Long Barrow.
Avebury é considerada um centro espiritual para muitos que professam crenças tais como Paganismo, Wicca e Druidas.